# تايلور فيليبس
تايلور فيليبس (بالإنجليزية: Taylor Phillips)‏ هو لاعب كرة قاعدة أمريكي، ولد في 18 يونيو 1933 في أتلانتا في الولايات المتحدة.

## وصلات خارجية
- تايلور فيليبس على موقع دوري كرة القاعدة الرئيسي (الإنجليزية)
- تايلور فيليبس على موقعبيزبول رفرنس.كوم (الدوري الرئيسي) (الإنجليزية)
- تايلور فيليبس على موقعبيزبول رفرنس.كوم (الدوري الثانوي) (الإنجليزية)
- تايلور فيليبس على موقع جمعية أبحاث البيسبول الأمريكية (الإنجليزية)
- تايلور فيليبس على موقع إي إس بي إن.كوم (أم.أل.بي) (الإنجليزية)
- تايلور فيليبس على موقع مشجعي الرسوم البيانية (الإنجليزية)